# Vittorio Colò
Vittorio Colò (Riva del Garda, 9 novembre 1911 – Milano, 9 settembre 2012) è stato un multiplista e allenatore di atletica leggera italiano, specializzato nelle gare della categoria master.

## Biografia
Da studente liceale, partecipò al “Gran Premio dei Giovani” del 1929. Arrivò alla finale nazionale del pentathlon. Fece parte della scuola di atletica Quercia di Rovereto.
Per gli studi universitari in Chimica industriale si trasferì a Milano, dove si laureò al Politecnico nel 1938. Divenne successivamente dipendente di un'azienda di chimica farmaceutica. Smise di gareggiare a livello nazionale da giovane. Si sposò a cinquant'anni con la moglie Enrica, ebbero un unico figlio.
Dopo il pensionamento nel 1972, ritornò a gareggiare vista la grande passione che provava da sempre, con l'associazione Atletica Riccardi. Fece l'allenatore, suo allievo fu Andrea Colombo.
Successivamente partecipò alle gare Master, campionato mondiale diviso per fasce d'età. Dal 1977 in poi, quando vinse i 100 metri nella categoria over 65, ha sempre gareggiato, continuando a stabilire record. Nel decathlon, a 85 anni durante i Campionati del mondo master di atletica leggera del 1997 in Sudafrica, vinse sette medaglie d'oro. Arrivò fino alla M95 per gli ultranovantenni, detenendo 25 record italiani e mondiali tra salto in lungo, salto triplo, salto in alto, salto con l'asta, 100 metri e 200 metri, tra i quali il record del mondo over 90 dei 200 metri, del salto in lungo (3 metri a 93 anni), dei 60 e del triplo salto indoor.
Nel 2005, a quasi 95 anni d'età, causa un aneurisma all'arteria femorale si ritirò dall'attività agonistica, salvo tornare brevemente alle competizioni nel 2007 per i Campionati Italiani Master (dove stabilì due record italiani).
Afflitto da problemi personali (tra cui le cattive condizioni di salute della moglie), morì suicida a quasi 101 anni, sparandosi un colpo di pistola alla testa all'interno della Chiesa di Santa Maria Nascente, al QT8 di Milano, dopo aver scritto su un pezzo di carta «Chiamate mio figlio» e il numero di telefono.
Dopo la cremazione al cimitero di Lambrate, le sue ceneri vennero poste in una celletta in loco.